# Große Synagoge (Piotrków Trybunalski)
Koordinaten: 51° 24′ 34,4″ N, 19° 42′ 5,8″ O

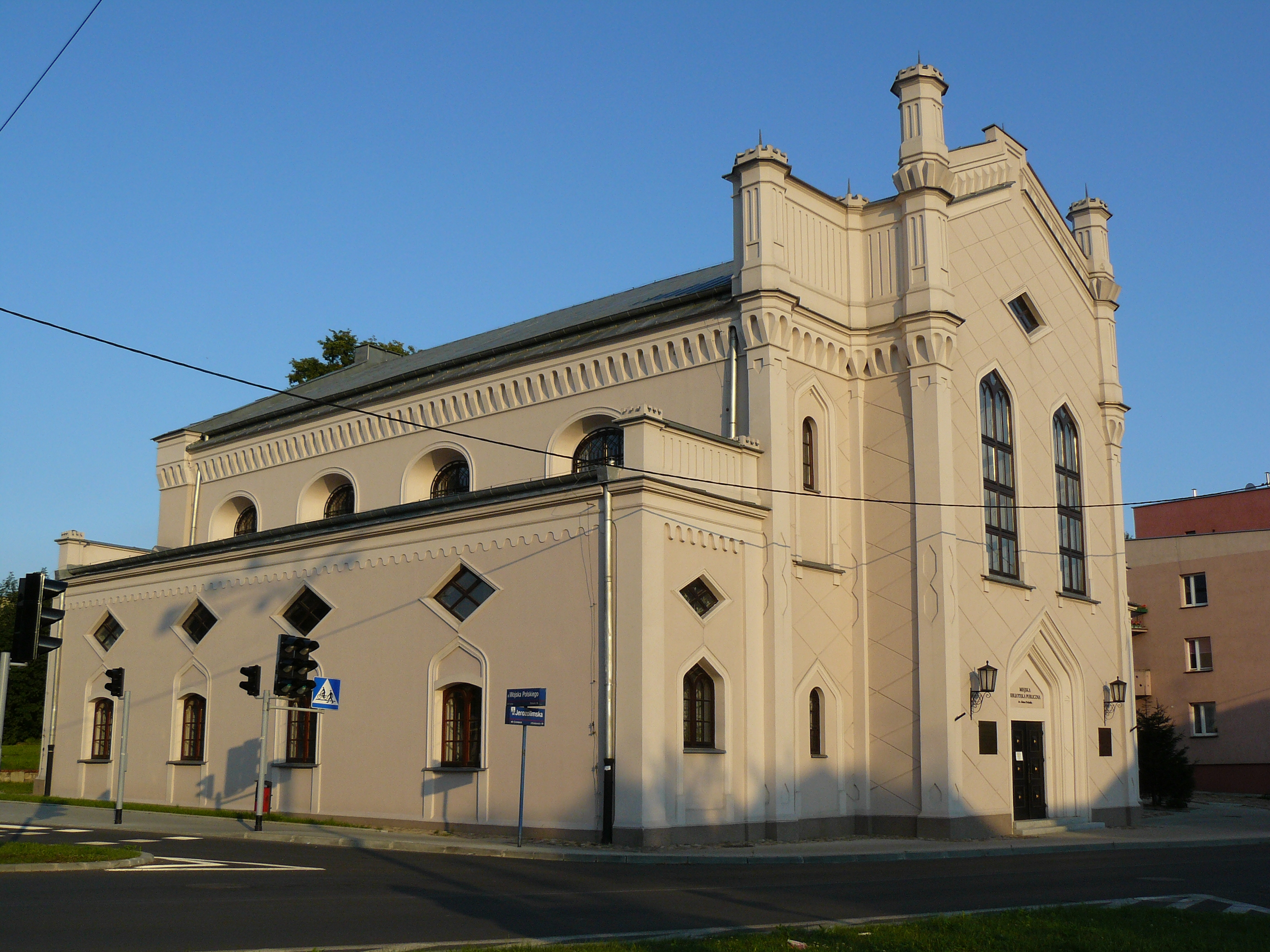
Große Synagoge in Piotrków Trybunalski

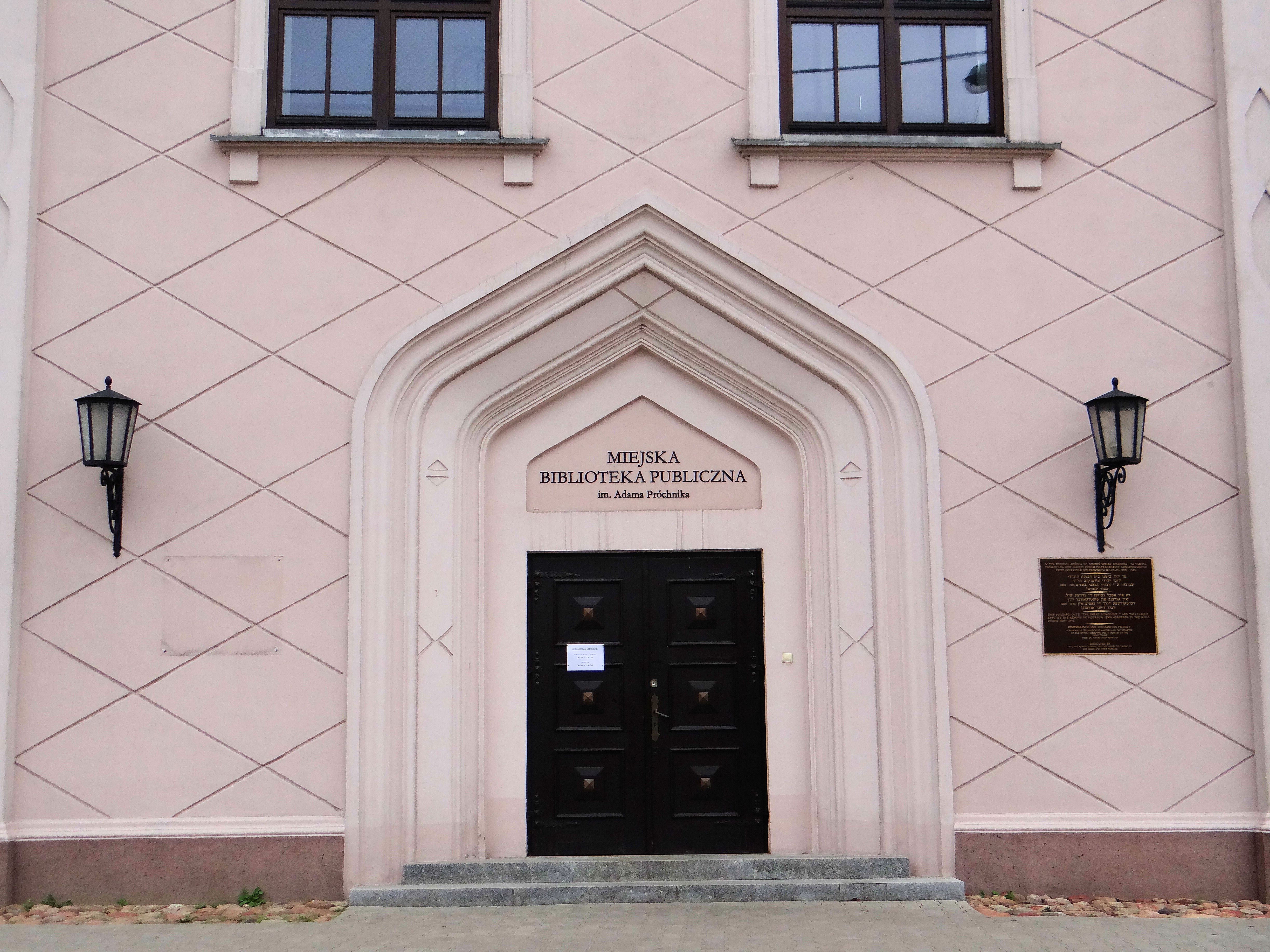
Portal

Die Große Synagoge in Piotrków Trybunalski (deutsch Petrikau), einer polnischen Stadt in der Woiwodschaft Łódź, wurde von 1791 bis 1793 erbaut. Die profanierte Synagoge ist ein geschütztes Kulturdenkmal.
Die Synagoge im orientalisierenden Stil wurde nach Plänen des Baumeisters David Friedlander errichtet. 
Während des Zweiten Weltkriegs wurde das Synagogengebäude der orthodoxen jüdischen Gemeinde von den deutschen Besatzern verwüstet. Nach Kriegsende wurde die Synagoge in den Jahren von 1964 bis 1966 in Volksrepublik Polen wieder aufgebaut. Das Gebäude wurde aber nie wieder als Synagoge benutzt, da es nach Kriegsende keine jüdische Gemeinde mehr in der Stadt gab. Die Polen jüdischer Abstammung aus Petrikau wurden während des Zweiten Weltkriegs von den deutschen Nazi-Besatzern in Treblinka ermordet (22 Tausend Menschen) und in Zwangsarbeitslager geschickt (3000 Tausend). Im Zwangsarbeitsbetrieb Dietrich & Fischer (DiFi) erschossen die Deutschen manche Zwangsarbeiter, Dietrich wurde 1958 vom Landgericht Hamburg freigesprochen.
Die ehemalige Synagoge wird seit 1968 als Stadtbibliothek genutzt. Das Gebäude wurde 2012 umfassend renoviert.